# Benahadux
Benahadux ist eine spanische Gemeinde in der Comarca Metropolitana de Almería der Provinz Almería in der Autonomen Gemeinschaft Andalusien. Die Bevölkerung von Benahadux betrug 2024 aus 4.808 Einwohnern. 

## Geografie
Die Gemeinde grenzt an Almería, Gádor, Huércal de Almería, Pechina und Rioja. 

## Geschichte
El Chuche ist der älteste Ortsteil der Gemeinde und wurde in der Bronzezeit gegründet. Er wurde von den Römern in Besitz genommen, nach denen er Urci genannt wurde, und entwickelte sich zu einem wichtigen christlichen Zentrum. Im achten Jahrhundert eroberten die Mauren, insbesondere der Stamm der Banu Abdus, den Ort, aus dem die heutige Stadt hervorging. Während ihrer Herrschaft florierte die intensive Landwirtschaft aufgrund der fortschrittlichen Bewässerungssysteme. Obstbäume, Getreide, Gemüse, Olivenbäume und Beerensträucher wurden in dieser Zeit angebaut. Nachdem die Mauren 1489 von christlichen Siedlern vertrieben worden waren, wurden ihre Besitztümer enteignet. Don Gutierre de Cárdenas schenkte seine Besitztümer den Franziskanern, die bis ins neunzehnte Jahrhundert hinein die größten Grundbesitzer in Benahadux waren.

## Wirtschaft
Bedeutend ist die Landwirtschaft, vornehmlich der Anbau von Zitrusfrüchten, wobei man sich Mandarinen spezialisiert hat. 